# ديتر توماس هيك
ديتر توماس هيك (بالألمانية: Dieter Thomas Heck)‏ (و. 1937 – 2018 م) هو مقدم تلفزيوني، ومغني، ومقدم برامج إذاعية، وممثل تلفزي ألماني، ولد في فلنسبورغ، بدأ مشواره المهني سنة 1959، توفي في برلين، عن عمر يناهز 81 عاماً.

## جوائز
حصل على جوائز منها:
- Golden Feather  [لغات أخرى]‏ (2001)
- نيشان الاستحقاق لراينلند بالاتينات
- وسام الاستحقاق لبادن-فورتمبيرغ
- نيشان استحقاق صليب الضباط لجمهورية ألمانيا الاتحادية
- Saarland Order of Merit [الإنجليزية]‏
- نيشان استحقاق صليب الضباط لجمهورية ألمانيا الاتحادية

## وصلات خارجية
- ديتر توماس هيك على موقع IMDb (الإنجليزية)
- ديتر توماس هيك على موقع مونزينجر (الألمانية)
- ديتر توماس هيك على موقع ألو سيني (الفرنسية)
- ديتر توماس هيك على موقع ميوزك برينز (الإنجليزية)
- ديتر توماس هيك على موقع ميوزك برينز (الإنجليزية)
- ديتر توماس هيك على موقع ديسكوغز (الإنجليزية)
- ديتر توماس هيك على موقع قاعدة بيانات الفيلم (الإنجليزية)
- ديتر توماس هيك على موقع كينوبويسك (الروسية)
- ديتر توماس هيك في قاعدة بيانات الأفلام على الإنترنت